# Regne de Polònia
El Regne de Polònia va ser un estat d'Europa oriental creat el 1025 amb la coronació de Boleslau I com a rei de Polònia en el territori que abans havia estat el Ducat de Polònia. Boleslau es va fer coronar rei després de la mort de l'emperador Enric II del Sacre Imperi Romanogermànic, però amb la mort del monarca polonès, el seu títol i el rang de l'estat polonès desapareixeria. Seria el 1295 quan Polònia ascendiria legalment i definitivament al rang de regne i els seus descendents ostentarien el títol hereditari de rei iniciant amb Premislau II (1257-1296).

## El primer Ducat i el primer Regne de Polònia
La base per al desenvolupament d'un estat polonès va ser establert per la dinastia Piast, que és preeminent des del segle x. Juntament amb prometre lleialtat i rebre el títol ducal d'Otó I del Sacre Imperi Romano-Germànic, el Duc Mieszko I es va convertir al cristianisme i va obrir el camí per a un país més tard anomenat Polònia com a membre de la família dels regnes cristians. L'any 1000, durant el Congrés de Gniezno, el duc Boleslau I va ser reconegut com a co-creador del Sacre Imperi Romanogermànic i el Papa. El 1025, el duc Boleslau I de Polònia es va coronar rei de Polònia, que va ser acceptada pel Papa. Aquest regne però va acabar el termini d'un any després de la mort de Boleslau I (i va tractar a curt termini per Mieszko II d'eludir la lleialtat a l'imperi). Ell va ser seguit per molts anys pels ducs reis, fins que el 1295 Przemysl II i el 1296 Venceslau II de Bohèmia va esdevenir Rei de Polònia.
Un rei va governar el país en la seva pròpia responsabilitat, però s'espera que respecti els costums tradicionals dels pobles. La successió a la regla no es limita legalment per la primogenitura. Tots els fills del rei o duc tenen els mateixos drets d'herència i el que d'alguna manera va resultar el més fort va succeir en el tron.

## Període de fragmentació
El Duc Boleslau III, que va regnar des de 1102-1138, va intentar posar fi a les reiterades lluites entre diversos demandants mitjançant l'establiment del govern de Polònia sobre una base més formal. En testament de Boleslau III Krzywoust, que divideix les seves terres en cinc ducats, que va distribuir entre els seus fills.
Per garantir la unitat, va establir el principi de senyorial, que va declarar que el major membre de la dinastia ha de ser d'alta preponderància i tenen un poder suprem sobre els altres ducs. El duc Superior va resoldre, més de la que va heretar el Ducat, en la senyorial part indivisible, una àmplia franja de terra que corre de nord a sud pel centre de Polònia, amb Cracòvia com la ciutat principal. Les prerrogatives del duc també s'inclou el control de Pomerània, un feu del Sacre Imperi Romanogermànic.
Mentre que la part Senyorial sempre es va reduir a aquest membre de la dinastia que va passar a ser alts càrrecs, els altres quatre ducats van ser heretats de la manera habitual entre els descendents dels fills de Boleslaw.
No obstant això, aquestes disposicions es van trencar aviat, amb els ducs diverses tractant de guanyar el càrrec d'Alt Duc per si mateixos, independentment de l'antiguitat real. Les disposicions, destinades a garantir la unitat del país fragmentat encara més lluny i va donar lloc a una disminució del poder monàrquic. Polònia fins i tot va estar sota la influència de la dinastia premislida reis de Regne de Bohèmia, la dinastia es va extingir però abans que poguessin fer-se un lloc estable a Polònia.
La fragmentació va acabar amb l'adhesió dels Piast al duc Ladislau I el 1306. Es va unir als diversos principats del Regne de Polònia i el 1320, va ser coronat rei. El seu fill Casimir el Gran fou reforçat considerablement amb l'estat de Polònia tant en els assumptes estrangers i nacionals.

## Canvi dinàstic i la unió amb Lituània
Casimir va ser l'últim membre masculí de la dinastia Piast i va ser succeït pel seu nebot Lluís I d'Hongria a la dinastia Angevina. L'auge de la monarquia va continuar sota Lluís. Atès que Lluís no tenia cap fill o la seva filla Eduvigis de Polònia va esdevenir l'hereu de la monarquia polonesa. Sota els termes de la Unió de Krew, es va casar amb Jogaila, Gran Duc de Lituània, que es va convertir al cristianisme. Aquest matrimoni va crear no només una unió dinàstica entre Polònia i Lituània, però també vinculada als dos països durant els propers quatre segles. El 1385 Ladislau II de Polònia acumulà els títols de rei de Polònia i Duc de Lituània però va mantenir els dos països separats.